# Metropolregion Chicago

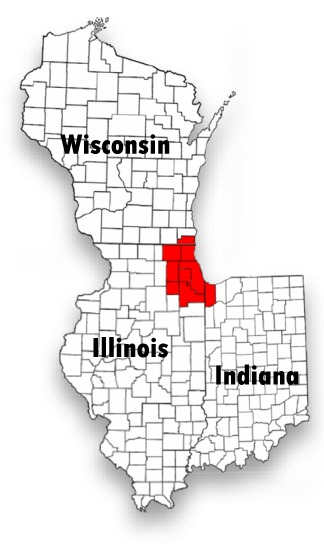
Metropolregion „Chicagoland“, hier noch mit dem rot markierten Kenosha County

Die Metropolregion Chicago (auch Chicagoland genannt) erstreckt sich über die US-Bundesstaaten Illinois, Indiana und Wisconsin.
Das Ballungsgebiet wird vom Office of Management and Budget zu statistischen Zwecken als Chicago–Naperville–Elgin, IL-IN Metropolitan Statistical Area (MSA) geführt. Zum Zeitpunkt der Volkszählung von 2020 hatte das damalige Gebiet 9.618.502 Einwohner. Durch den Wegfall des Kenosha County im Juli 2023 im Zuge einer neuen Definition der MSA sind es derzeit 9.449.351 Einwohner.
Vier Vororte Chicagos haben über 100.000 Einwohner:
- Aurora (Illinois)
- Gary (Indiana)
- Joliet (Illinois)
- Naperville (Illinois)

Zehn Vororte haben zwischen 60.000 und 100.000 Einwohner:
- Arlington Heights (Illinois)
- Bolingbrook
- Cicero (Illinois)
- Elgin (Illinois)
- Evanston (Illinois)
- Hammond (Indiana)
- Palatine (Illinois)
- Schaumburg (Illinois)
- Skokie
- Waukegan (Illinois)

Zwischen 10.000 und 60.000 haben unter anderem
- Barrington
- Batavia
- Berwyn
- Bridgeview
- Carpentersville
- Crystal Lake
- East Chicago
- Geneva
- Glenview
- Highland Park
- La Grange
- Lake Forest
- Lake Zurich
- Melrose Park
- Northbrook
- Oak Park
- Schererville
- St. Charles
- Tinley Park
- Westchester
- Wheaton
- Winnetka

## Counties der Metropolregion Chicago
Die Metropolregion Chicago besteht derzeit aus insgesamt 13 Countys. Davon befinden sich neun im Bundesstaat Illinois und vier im Bundesstaat Indiana. Bis 2020 war zudem das in Wisconsin gelegene Kenosha County noch Teil der MSA. In der Tabelle aufgeführt sind jedoch nur die Einwohnerzahlen der Countys nach der seit Juli 2023 gültigen Definition der Metropolregion.
| Name                     | Zensus 2020 | Zensus 2010 | Zensus 2000 | Zensus 1990 | Zensus 1980 | Zensus 1970 | Zensus 1960 | Zensus 1950 |
| ------------------------ | ----------- | ----------- | ----------- | ----------- | ----------- | ----------- | ----------- | ----------- |
| Cook County, Illinois    | 5.275.541   | 5.194.675   | 5.376.741   | 5.105.067   | 5.253.655   | 5.492.369   | 5.129.725   | 4.508.792   |
| DeKalb County, Illinois  | 100.420     | 105.160     | 88.969      | 77.932¹     | 74.624¹     | 71.654¹     | 51.714¹     | 40.781¹     |
| DuPage County, Illinois  | 932.877     | 916.924     | 904.161     | 781.666     | 658.835     | 491.882     | 313.459     | 154.599     |
| Grundy County, Illinois  | 52.533      | 50.063      | 37.535      | 32.337      | 30.582¹     | 26.535¹     | 22.350¹     | 19.217¹     |
| Kane County, Illinois    | 516.522     | 515.269     | 404.119     | 317.471     | 278.405     | 251.005     | 208.246     | 150.388     |
| Kendall County, Illinois | 131.869     | 114.736     | 54.544      | 39.413      | 37.202¹     | 26.374¹     | 17.540¹     | 12.115¹     |
| Lake County, Illinois    | 714.342     | 703.462     | 644.356     | 516.418     | 440.372     | 382.638     | 293.656     | 179.097     |
| McHenry County, Illinois | 310.229     | 308.760     | 260.077     | 183.241     | 147.897     | 111.555     | 84.210      | 50.656¹     |
| Will County, Illinois    | 696.355     | 677.560     | 502.266     | 357.313     | 324.460     | 249.498     | 191.617     | 134.336     |
| Jasper County, Indiana   | 32.918      | 33.478      | 30.043      | 24.960¹     | 26.138¹     | 20.429¹     | 18.842¹     | 17.031¹     |
| Lake County, Indiana     | 498.700     | 496.005     | 484.564     | 475.594     | 522.965     | 546.253     | 513.269     | 368.152     |
| Newton County, Indiana   | 13.830      | 14.244      | 14.566      | 13.551¹     | 14.844¹     | 11.606¹     | 11.502¹     | 11.006¹     |
| Porter County, Indiana   | 173.215     | 164.343     | 146.798     | 128.932     | 119.816     | 87.114      | 60.279      | 40.076¹     |
| Metropolregion Chicago   | 9.449.351   | 9.294.679   | 8.838.633   | 7.830.386   | 7.637.773   | 7.389.055   | 6.598.735   | 5.343.318   |

¹ County war am Tag der Volkszählung noch nicht Teil der Metropolregion Chicago